# Дебреще
 Тази статия е за селото в Прилепско.  За селото в Тиквеш вижте Дебрище.  
Дебреще или Дебрище (на македонска литературна норма: Дебреште) е село в община Долнени на Северна Македония.

## География
Селото е разположено в Прилепското поле, северозападно от град Прилеп. Селото се състои от няколко махали - Баталовска, Юруковска, Джеловска, Дураковска, Дервишовска и Долна махала.

## История

### Етимология
Според академик Иван Дуриданов етимологията на името е от притежателно прилагателно със суфикс -je в старобългарското * Добрѧште, производно от личното име *Добрѧта, сравнимо със сръбското лично име Добрета, от което е патронимичното селищно име Dobretići в Босна. Формата Дебреще Дуриданов обяснява чрез регресивна вокална асимилация о-е > е-е и вероятно чрез нагаждане на основата към дебър < стбългарското дьбрь. Според Йордан Заимов името е от личното име *Добрѧ, което не е засвидетелствано в по-стари паметници.

### Античност и Средновековие
На 1,5 km югоизточно от селото е античната и средновековна крепост Кале.
Селото е споменато в грамота на цар Стефан Душан от 1343 година: И сиѥ златопечат'но слово записа кралєвство ми вь Дьбрѣшти, вь Прилѣпскои странѣ. Турският тефтер от 1467/1468 година отбелязва село Дебреще със 116 къщи.

### В Османската империя
В Слепченския поменик от XVI век селото е споменато като Добрещ.
В XIX век Дебреще е село в Прилепска каза на Османската империя. В „Етнография на вилаетите Адрианопол, Монастир и Салоника“, издадена в Константинопол в 1878 година и отразяваща статистиката на населението от 1873 година Дебрище (Débrischté) е посочено като село със 116 домакинства и 367 жители мюсюлмани, 102 жители българи и 8 цигани.
Според статистиката на Васил Кънчов („Македония. Етнография и статистика“) от 1900 година Дебреще е населявано от 1100 жители българи мохамедани.
На Етнографската карта на Битолския вилает на Картографския институт в София от 1901 година Дебреще е чисто албанско село в Прилепската каза на Битолския санджак със 148 къщи.
Според Никола Киров („Крушово и борбите му за свобода“) към 1901 година Дебрище има 250 турски къщи.
През учебната 1912/1913 година учителка в селото е Райна Лазова.

### В Сърбия, Югославия и Северна Македония
След Междусъюзническата война в 1913 година селото попада в Сърбия.
На етническата си карта на Северозападна Македония в 1929 година Афанасий Селишчев отбелязва Дебреще като българско село.
Църквата „Свети Георги“ в Дебреще е изградена и осветена в 1932 година. В 1979 година църквата е обновена.
В селото има четири джамии: Долна - най-старата в цяло Прилепско, Средна, Баталовска и най-новата Каменна.
Според преброяването от 2002 година Дебреще има 2424 жители.
| Националност | Всичко |
| македонци    | 169    |
| албанци      | 149    |
| турци        | 2088   |
| роми         | 0      |
| власи        | 0      |
| сърби        | 0      |
| бошняци      | 0      |
| други        | 18     |

## Личности
Родени в Дебреще
- Велия Рамковски (р. 1947), бизнесмен от Северна Македония